# Томське (Хабаровський район)
То́мське (рос. Томское) — село у складі Хабаровського району Хабаровського краю, Росія. Входить до складу Наумовського сільського поселення.

## Населення
Населення — 4 особи (2010; 6 у 2002).
Національний склад (станом на 2002 рік):
- росіяни — 67 %
- українці — 33 %